# Lee Tae-min
Lee Tae-min (en hangul, 이태민; en hanja, 李泰民; Seúl, 18 de julio de 1993), conocido simplemente como Taemin (en hangul, 태민), es un cantante, bailarín, compositor, coreógrafo y productor surcoreano. En 2005, fue descubierto por SM Entertainment después de una audición exitosa en el S.M. Open Weekend Audition Casting. Se convirtió en miembro de SHINee el 25 de mayo de 2008 (con 14 años). Inició su carrera como actor en marzo de 2009 en la serie de MBC Tae Hee, Hye Kyo, Ji Hyun como Junsu. Desde 2019 también forma parte del grupo masculino de SM, SuperM.
Taemin hizo su debut como artista en solitario el 18 de agosto de 2014 con el lanzamiento de su miniálbum, titulado Ace, el álbum se posicionó en el primer lugar de Gaon Album Chart. El 23 de febrero de 2016, lanzó su primer álbum de estudio, Press It, con el sencillo titulado «Press Your Number». El álbum debutó en la primera posición de Gaon Album Chart, además de vender más de 76 000 copias en menos de un mes de lanzamiento. Su debut en Japón se fue el 27 de julio de 2016, con el lanzamiento del EP Solitary Goodbye, vendiendo más de 38 000 copias en su primer día de lanzamiento, y debutó en el tercer lugar de Oricon Daily Chart.

## Carrera

### 2008─2015: Comienzo de carrera yAce
En 2008, fue elegido como miembro del grupo SHINee. El grupo lanzó su primer miniálbum, Replay, el 25 de mayo. La primera presentación televisiva del grupo tuvo lugar el 25 de mayo de 2008 en el programa Inkigayo de SBS. En marzo de 2009, hizo su debut como actor en el drama Tae Hee, Hye Kyo, Ji Hyun de MBC, como Junsu. El drama salió al aire de marzo a septiembre de 2009. En 2009 apareció en el programa de televisión Idol Maknae Rebellion como invitado junto a sus compañeros Onew, Jonghyun y Key en dos episodios, junto a miembros de otros grupos, incluyendo Dongho, Shorry J, Jinwoon, Yunhwa, Seunghyun y Mir.

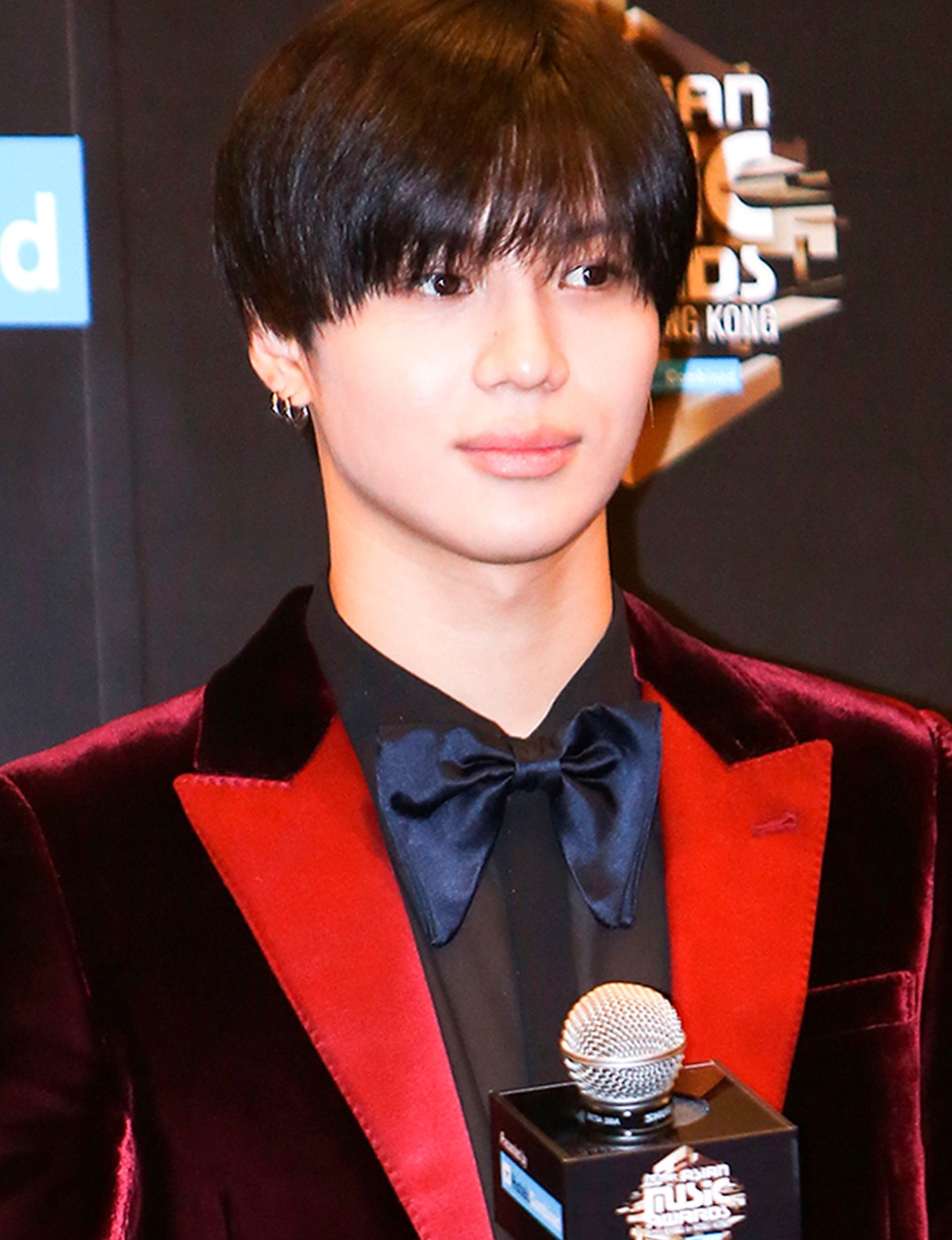
Taemin en Open Concert en marzo de 2013.

Para el álbum Lucifer lanzado en julio de 2010, coescribió la canción «Shout Out», con JQ, Misfit y los demás miembros de SHINee. De diciembre de 2011, participó como actor de doblaje para la película animada Outback como el personaje principal, Johnny, un koala blanco que se convirtió en héroe, junto con su compañera de agencia Sunny. En enero de 2012, se unió a Immortal Song 2. Taemin interpretó «Mapo Terminal» de Silver Bell Sister y compitió con el actor Im Taekyung, recibiendo 376 votos. Para el Korean Music Wave In Bangkok 2012, que tuvo lugar el 7 de abril del mismo año y fue transmitido el 28 de abril, hizo una actuación especial en el escenario con IU y cantó «Gee», «Juliette» y «Hello». Para apoyar a su compañera de discográfica BoA, en agosto de 2012, se presentó varias veces como bailarín en la canción «Only One», después de Yunho y Eunhyuk. En septiembre de 2012, lanzó una canción en solitario, titulada «U», para la serie To the Beautiful You. En octubre del mismo año se anunció que Taemin participaría en el grupo, Younique Unit, junto a Eunhyuk, Henry, Hyoyeon, Kai y Luhan interpretando la canción titulada «Maxstep», para el álbum PYL Younique Album, siendo un álbum de colaboración entre S.M. Entertainment y Hyundai. Un vídeo teaser de la canción fue mostrado en PYL Younique Show el 17 de octubre. En diciembre de 2012, junto a Minho, Lay, Kai, Yunho, Eunhyuk y Donghae, formaron el grupo, SM The Performance. Su primera aparición fue en 2012 SBS Gayo Daejun el 29 de diciembre, con el lanzamiento del sencillo «Spectrum» al día
En abril de 2013, S.M. Entertainment reveló que Taemin sería la pareja de Naeun en el programa We Got Married de MBC, sustituyendo a la anterior pareja Kwanghee y Sunhwa. En junio del mismo año, hizo una participación en el sencillo debut de Henry, «Trap». El 18 de diciembre de 2013, SBS anunció que Taemin participaría en la parodia de las series Master's Sun y The Heirs para 2013 SBS Gayo Daejun. En diciembre participó en la banda sonora de la serie Prime Minister and I, interpretando la canción «Steps», siendo lanzada digitalmente el 7 de enero de 2014. El 8 de febrero del mismo año, volvió Immortal Song 2, interpretando la canción «Wait a Minute» de Joo Hyun Mi. El 16 de febrero apareció en el documental especial de SBS Ten Thousand Hours of Determination. El 25 de julio, se anunció que Taemin haría su debut oficial en agosto del mismo año. El 15 de agosto el vídeo musical de la canción «Danger» fue lanzado en el canal oficial de S.M. Entertainment en YouTube. La coreografía de «Danger» fue creada por el coreógrafo norteamericano Ian Eastwood y BeatBurger. El 18 de agosto de 2014, Taemin lanzó el EP Ace, con seis canciones. El álbum alcanzó la posición número uno en Gaon Album Chart, y el número dos en el Billboard World Albums. El 3 de febrero de 2015, fue confirmado para el elenco de la primera temporada del programa Match Made in Heaven Returns. El primer episodio del programa estaba previsto para ir al aire el 24 de febrero. Pero fue pospuesto para el 10 de marzo. El 23 de marzo, se anunció su participación en el programa de variedades de JTBC, Off to School. El 1 de junio de 2015, lanzó la canción «That Name», en colaboración con Jonghyun, para la banda sonora de la serie de televisión Who Are You: School 2015. La canción se posicionó en el número treinta y nueve en Gaon Singles Chart.

### 2016:Press ItySolitary Goodbye

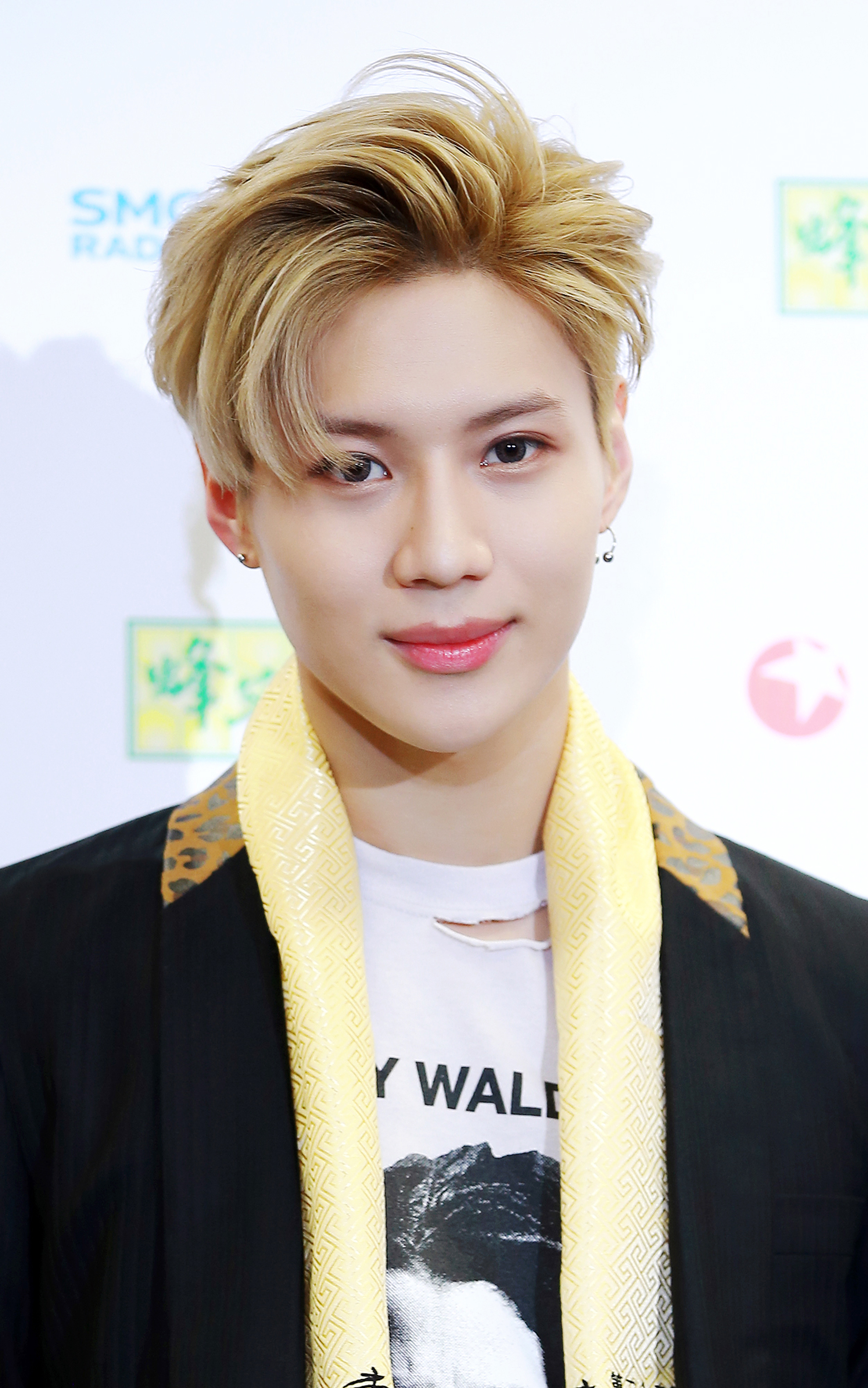
Taemin en Dong Fang Feng Yun Bang Awards en marzo de 2016.

Lanzó su primer álbum de estudio el 23 de febrero de 2016, titulado Press It, el cual contiene un total de diez canciones, incluyendo el sencillo «Press Your Number». Bruno Mars participó en la producción de la música, que comienza a un ritmo lento y avanza hacia el ritmo electrónico rápido. El álbum alcanzó la primera posición en las listas de iTunes en Japón, Vietnam, Taiwán, Singapur, Tailandia, Finlandia y Hong Kong. Para Billboard, Press It se clasificó en la segunda posición durante su primera semana en Chart Music World y en el séptimo lugar de Billboard's Heatseekers Chart. El álbum debutó en la primera posición en Gaon Music Chart, además de vender más de 76 000 copias en menos de un mes de lanzamiento. Lanzó una versión en japonés de la canción «Press Your Number» el 26 de febrero del mismo año. El 23 de junio de 2016, el debut japonés de Taemin fue anunciado con el miniálbum Solitary Goodbye (Sayonara Hitori), incluyendo un escaparate en su vigésimo tercer aniversario. El álbum fue lanzado el 27 de julio con cuatro canciones inéditas y la versión en japonés de «Press Your Number». El álbum vendió más de 38 000 copias en su primer día de lanzamiento, y debutó en el tercer lugar de Oricon Daily Chart. En junio su participación en el programa Hit the Stage de Mnet fue confirmada. Hit the Stage es un programa donde celebridades y bailarines profesionales forman equipos y batallan entre sí por medio de actuaciones. Con un tema diferente en cada episodio, las celebridades y bailarines profesionales muestran sus habilidades en la danza de calle, y danza contemporánea, entre otros, por el orden de clasificación determinado por un panel especial. Taemin se presentó junto a su compañera de baile Koharu Sugawara, quien fue la persona que coreografió su canción «Goodbye». Alcanzó el primer lugar en el segundo episodio del programa. En septiembre de 2016, apareció en el programa MY SMT, transmitido en Youku. En diciembre del mismo año, presentó un número de baile al lado de Park Ji Min en 2016 KBS Song Festival.  KBS declaró: «Será una etapa en la que el «bromance» de Taemin y Jimin brillará».

### 2017–presente: «Flame of Love» yMove
En julio de 2017, Taemin realizó su primer concierto en solitario en Japón en la arena de Budokan en Tokio y lanzó una nueva canción japonesa, «Flame of Love», antes del concierto, que atrajo a 28 000 fanáticos. Taemin realizó su primer concierto coreano, titulado Off-Sick a fines de agosto durante tres días con un total de 12 000 personas. Los conciertos se anunciaron el 7 de septiembre y tuvieron lugar los días 14 y 15 de octubre en Jamsil Gymnasium, que alberga el doble de personas que la vez anterior.

## Imagen
Durante Section TV en enero de 2014, Rain eligió a Taemin como su mejor bailarín hoobae. Cuando le preguntaron a Rain sobre un hoobae, él mantuvo su mirada, y respondió: «Todos ellos son increíbles, pero Taemin es quien me llama la atención. Él tiene buena resistencia, baila bien, su línea y cara son suaves». Taemin se destacó en la edición de diciembre de 2014 de GQ para su lista anual de hombres del año. Ellos seleccionaron a Taemin por su notable debut en solitario y sus actuaciones en 2014. Taemin reveló durante la entrevista que estaba feliz de haber dejado una buena impresión con su corta promoción en solitario con «Danger». Recibió muchos elogios y apoyo durante sus promociones individuales para sus actuaciones magnéticas, así como su estilo excéntrico que se asemejaba al del Rey del Pop, Michael Jackson. Taemin dijo: «Cuando yo era más joven, sólo pensaba en mis habilidades de canto y baile, pero estoy viendo un estilo que ni siquiera me imaginaba (en la época)».
En julio de 2016, durante una entrevista Ten Chittaphon expresó su admiración por Taemin diciendo: «También me gusta mucho Taemin hyung, quien está conmigo en Hit the Stage, de ahora en adelante voy a trabajar duro para poder convertirme en él». Los dos protagonizan el programa Hit the Stage de Mnet.
El 31 de mayo del presente año, Taemin se despidió temporalmente de SHAWOL (Fanáticas de SHINee) y partió a cumplir su servicio militar.

## Discografía
Álbum de estudio
- 2016: Press It
- 2017: Move
- 2018: TAEMIN
- 2020: Never Gonna Dance Again

EPs
- 2014: Ace
- 2016: Solitary Goodbye
- 2017: Flame Of Love
- 2019: WANT
- 2019: FAMOUS
- 2021: Advice
- 2023: GUILTY
- 2024: Eternal

## Filmografía

### Películas
| Año  | Título           | Papel                 | Notas                 | Ref    |
| ---- | ---------------- | --------------------- | --------------------- | ------ |
| 2012 | The Outback      | Johnny (actor de voz) | Versión coreana       |        |
| 2012 | I AM.            | Él mismo              | Documental de SM Town | [ 67 ] |
| 2013 | The Miracle      | Kim Tan               | Película corta        |        |
| 2015 | SMTOWN The Stage | Él mismo              | Documental de SM Town | [ 68 ] |

### Series de televisión
| Año  | Título                          | Papel               | Ref |
| ---- | ------------------------------- | ------------------- | --- |
| 2009 | Tae Hee, Hye Kyo, Ji Hyun       | Junsu               |     |
| 2010 | Athena: Goddess of War          | Él mismo            |     |
| 2011 | Moon Night '90                  | Kim Sung Jae        |     |
| 2011 | High Kick! 3                    | Él mismo            |     |
| 2012 | Salamander Guru and The Shadows | Maestro del disfraz |     |
| 2013 | Dating Agency: Cyrano           | Ray/Yang Ho Yeol    |     |
| 2017 | Final Life                      | Song Shi On         |     |

### Programas de televisión
| Año              | Título                        | Notas                                      |
| ---------------- | ----------------------------- | ------------------------------------------ |
| 2010             | Let's Go! Dream Team Season 2 | Elenco principal                           |
| 2012             | Immortal Songs 2              | Concursante                                |
| 2013 - 2014      | We Got Married                | con Naeun de Apink                         |
| 2014             | The King Of Food              | Ep. #18                                    |
| 2012 - 2015      | Hello Counselor               | Invitado (Ep. #72, #113, #186 y #225)      |
| 2015             | Match Made in Heaven Returns  | Elenco principal                           |
| 2015             | Off to School                 | Elenco principal                           |
| 2016             | Hit the Stage                 | Concursante (Ep. #1 y #2) - Primer ganador |
| 2017             | Life Bar                      | Invitado (Ep. #42)                         |
| 2017 - 2018      | The Unit                      | Mentor                                     |
| 2016, 2018, 2021 | Knowing Bros                  | Invitado (Ep. #50, #136 y #268)            |

### Teatro
| Año  | Título | Papel             | Notas           |
| ---- | ------ | ----------------- | --------------- |
| 2014 | Goong  | Príncipe Lee Shin | Papel principal |